# Toyama prefektur
Toyama prefektur är belägen i Hokuriku-området i Chūbu-regionen på ön Honshū i Japan. Residensstaden är Toyama.

## Administrativ indelning
Prefekturen var år 2016 indelad i tio städer (-shi) och fem landskommuner (-machi eller -mura).
Landskommunerna grupperas i två distrikt (-gun). Distrikten har ingen administrativ funktion utan fungerar i huvudsak som postadressområden.
Städer:
- Himi, Imizu, Kurobe, Namerikawa, Nanto, Oyabe, Takaoka, Tonami, Toyama, Uozu

Distrikt och landskommuner:
| - Nakaniikawa distrikt - Funahashi - Kamiichi - Tateyama | - Shimoniikawa distrikt - Asahi - Nyūzen |

## Galleri

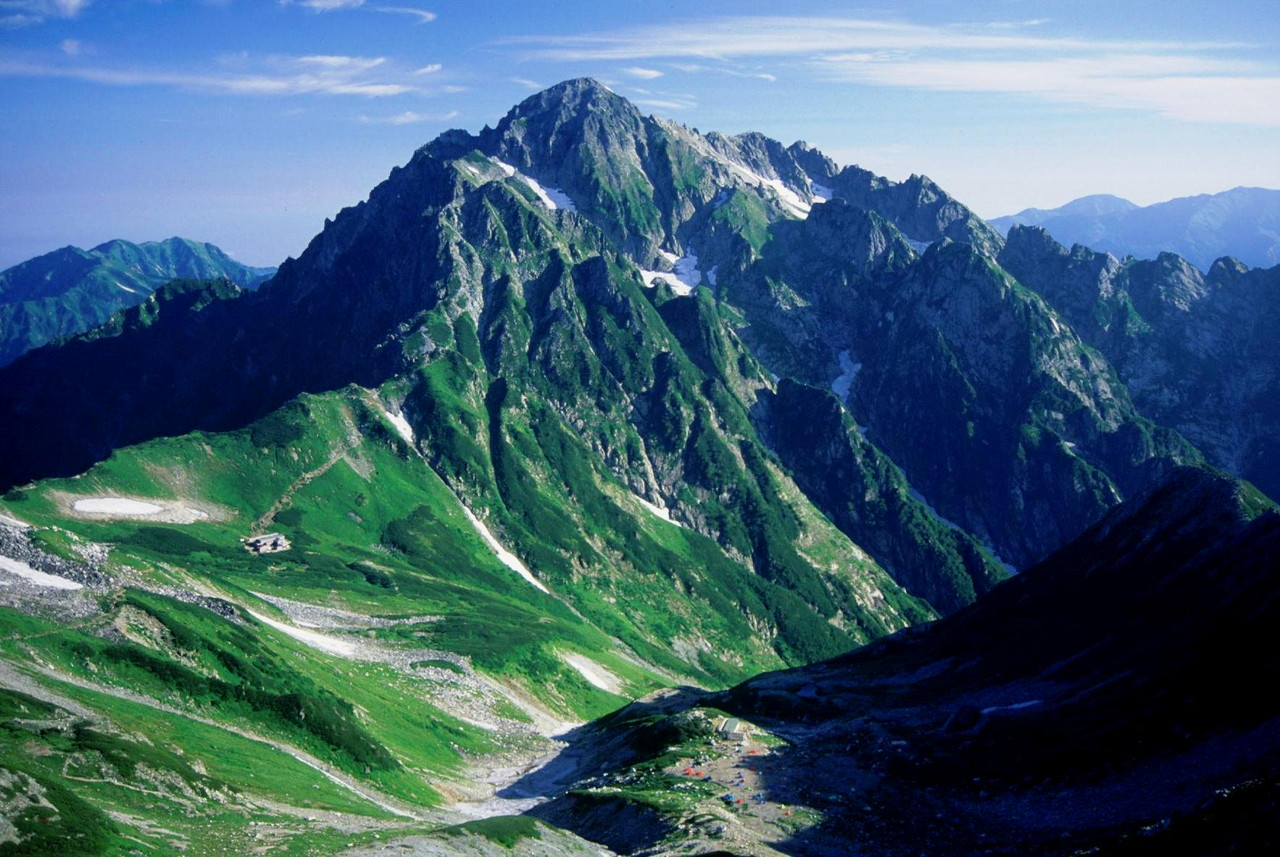
Tsurugidake, Tateyama/Kamiichi (2999 m ö.h.)
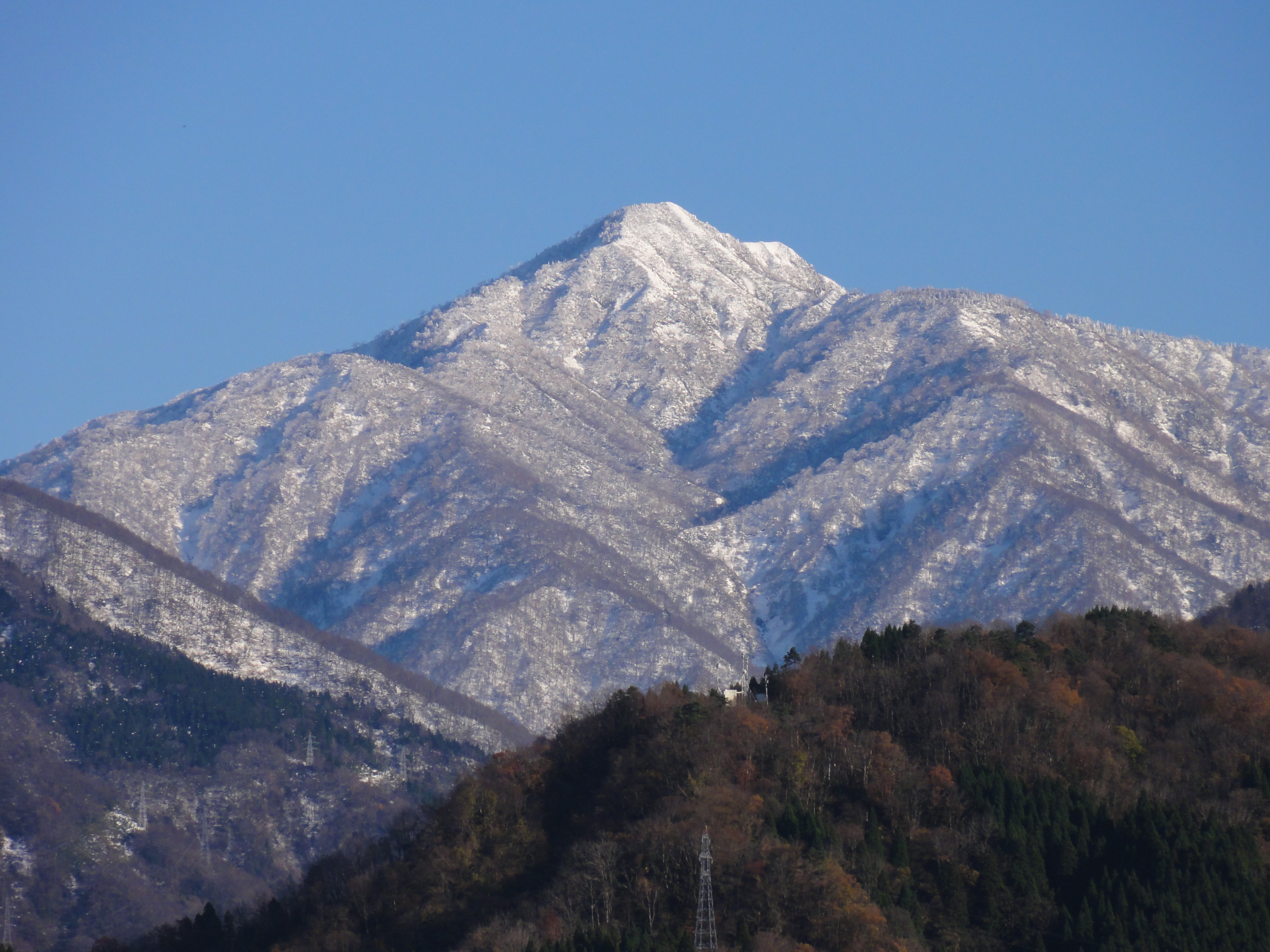
Kuwasaki, Tateyama (2090 m ö.h.)
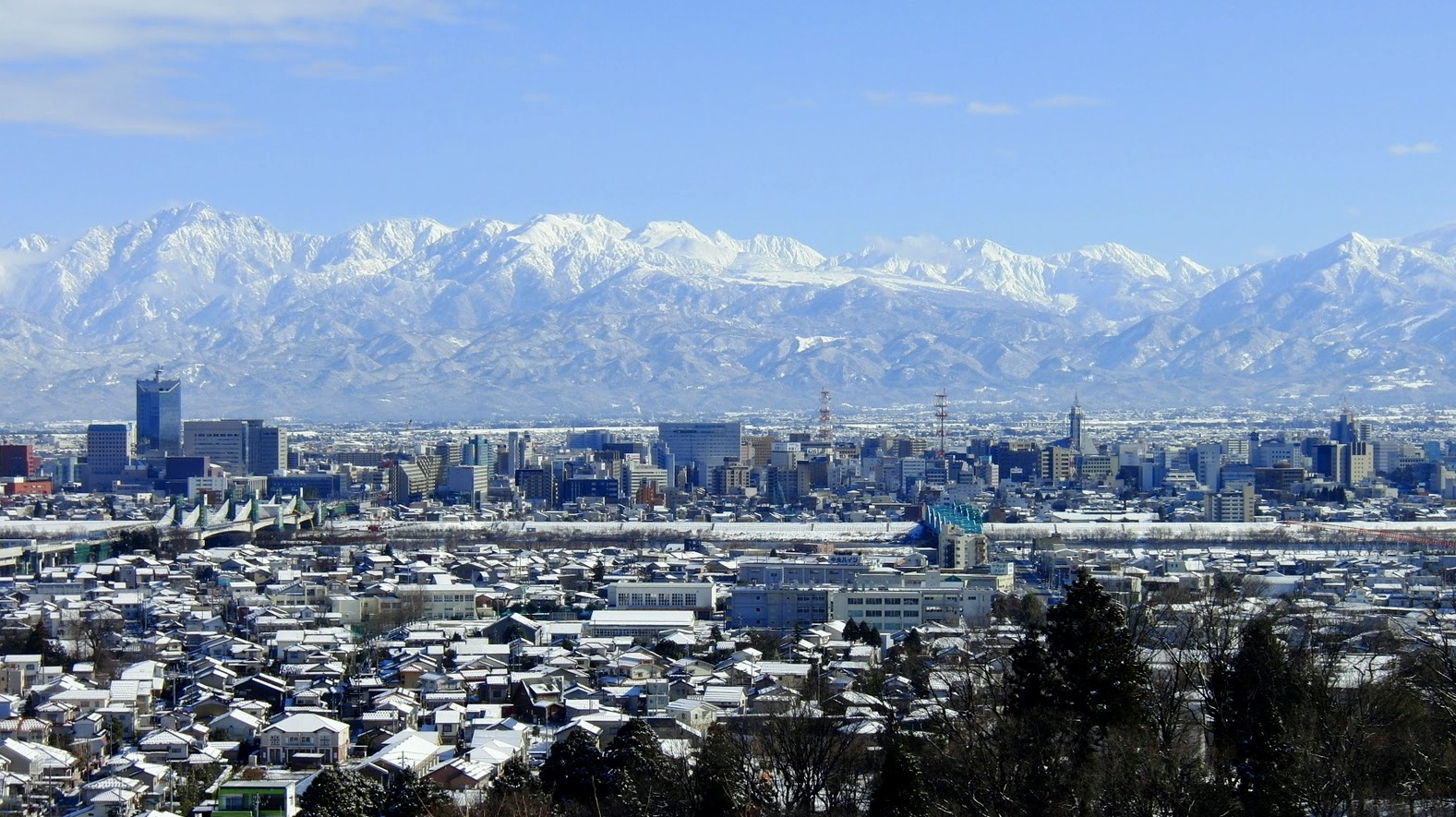
Toyama
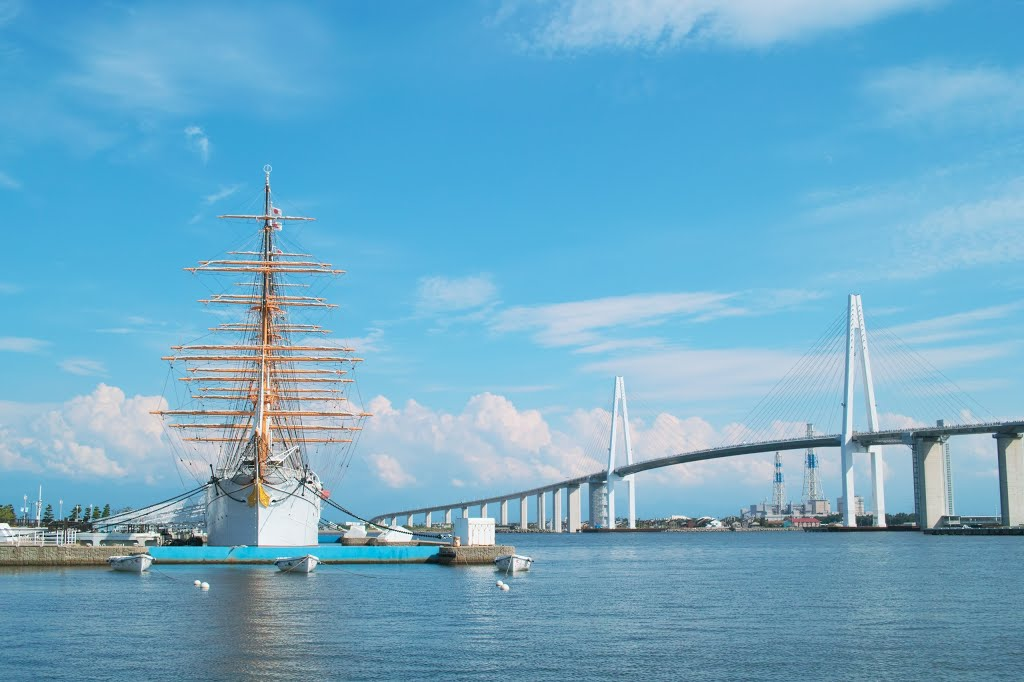
Shinminato-bron, Imizu